# Diego Figueredo
Diego Figueredo, född 28 april 1982 i Asunción, är en paraguayansk fotbollsspelare som spelar för Club Rubio Ñu. Mellan åren 2003 och 2009 spelade han i Real Valladolid i Spanien.
Han startade sin karriär i Olimpia Asunción i Paraguay. Han var även med när Paraguays fotbollslandslag vann silver under Olympiska sommarspelen 2004.